# El Rincón de los Pinos
El Rincón de los Pinos är en ort i Mexiko.   Den ligger i kommunen Acatepec och delstaten Guerrero, i den sydöstra delen av landet, 240 km söder om huvudstaden Mexico City. El Rincón de los Pinos ligger 1 365 meter över havet och antalet invånare är 104.
Terrängen runt El Rincón de los Pinos är kuperad åt sydost, men åt nordväst är den bergig. Runt El Rincón de los Pinos är det ganska glesbefolkat, med 42 invånare per kvadratkilometer. Närmaste större samhälle är Acatepec, 7,8 km norr om El Rincón de los Pinos. I omgivningarna runt El Rincón de los Pinos växer huvudsakligen savannskog.